# Wolfgang-Felix Magath
Wolfgang-Felix Magath (Aschaffenburg, 26 de juliol de 1953) fou un futbolista i actual entrenador alemany de futbol.

## Trajectòria
Magath començà a jugar al club de la seva ciutat, el Viktoria Aschaffenburg. De 1974 a 1976, jugà amb el 1. FC Saarbrücken, acabant al Hamburger SV, a la Bundesliga. A aquest club jugà durant 10 anys, fins al 1986.
Amb Alemanya disputà els Mundials de 1982 i 1986, classificant-se en segona posició en ambdues competicions. Guanyà Disputà un total de 43 partits amb la selecció.
Com a entrenador ha dirigit nombrosos clubs de primera línia alemanys: Hamburger SV, 1. FC Nuremberg, Werder Bremen, Eintracht Frankfurt, i VfB Stuttgart, abans de fitxar pel FC Bayern de Múnic, l'1 de juliol de 2004, on entrenà fins al 31 de gener de 2007. El juny de 2007 signà un contracte amb el VfL Wolfsburg, aconseguint per primer cop el títol de campió de la Bundesliga per l'equip de la Baixa Saxònia. Al maig de 2009 es va fer oficial el seu fitxatge pel FC Schalke 04.

## Palmarès

### Com jugador
- Recopa d'Europa de futbol: 1977
- Bundesliga: 1979, 1982, 1983
- Eurocopa de futbol: 1980
- Copa d'Europa de futbol: 1983

### Com entrenador
- Copa alemanya de futbol: 1999, 2005, 2006
- Copa de la Lliga alemanya de futbol: 2004
- Bundesliga: 2005, 2006, 2009